# Сент Томас (Онтарио)
Сент Томас (енгл. St, Thomas) је град у Канади у покрајини Онтарио. Према резултатима пописа 2011. у граду је живело 37.905 становника.

## Становништво
Према резултатима пописа становништва из 2011. у граду је живело 37.905 становника, што је за 5,0% више у односу на попис из 2006. када је регистровано 36.110 житеља.
| 2006.  | 2011.  |
| ------ | ------ |
| 36.110 | 37.905 |